# 元首
絶対君主制の元首
- サルマーン・ビン・アブドゥルアズィーズ（国王）

大統領制の元首
- ドナルド・トランプ（大統領）
- クラウディア・シェインバウム（大統領）

半大統領制の元首
- エマニュエル・マクロン（大統領）

一党独裁制の元首
- ルオン・クオン（国家主席）

名誉職型大統領制の元首（議院内閣制）
- ハッラ・トーマスドッティル（大統領）
- ドラウパディ・ムルム（大統領）

立憲君主制の元首（議院内閣制）
- チャールズ3世（国王）
- カール16世グスタフ（国王）

元首（げんしゅ、国家元首、ラテン語: dux civitatis、フランス語: chef d’État、英語：Head of state）とは、国の首長または、国家を外に向って一般的に代表する資格をもつ機関。
歴史的には、三権を統合する国家の統治者としての絶対君主（皇帝、国王など）を指したが、三権分立が広がるに従い国家元首の権限は（行政権を除き）空洞化し、三権を統合する国家を憲法に従って統治する立憲君主（イギリスなど）、三権を統合する国家の儀礼的な長である名誉職型大統領（ドイツ、イタリアなど）、三権を統合する国家の長と行政府の長を兼任するアメリカ型大統領、三権を統合する国家の長と行政府の一部の長を兼任する半大統領制の大統領（フランスなど）などがある。三権分立の国家では、行政府の長ではない国家元首の権限は儀礼的なものが多く、行政府に対し首相の任命、立法府に対し議会の招集、法律の公布、司法府に対し最高裁判所長官の任命などの権限が残るのみである。
国家元首は、「政府の長」（行政府の長、英語： Head of Government）と異なる概念であり、「政府の長」は行政府のみを管轄するのに対し、国家元首は三権を形式的にではあるがその権限に含む。

## 概要
「国家元首」の概念は、国家有機体説に発している。近代では、行政権の長として対外的代表権を持つ存在（人）、転じて、（行政権の長であるかないかは問わず）対外的代表権を持っている存在（人）を指して「元首」と呼ぶようになった 。しかし、行政権の長は「政府の長」と言われ、国家元首とは異なる概念であり、また条約法に関するウィーン条約第7条第2項(a)は、全権委任状がなくても当然に対外的に国を代表する存在として、元首、政府の長、外務大臣の３名を挙げており、「対外的代表権を持っている存在を指して元首と呼ぶ」というのは正確ではなく、したがって、外国に対する代表権を基準に元首を定義するのは「論理の逆転」と言わざるを得ないとの批判もある。「行政権の長として対外的代表権を持つ存在、転じて対外的代表権を持っている存在」は「国家元首」とは限らず、厳格には「政府の長」である（英国国王に対する英国首相など）。
社会契約説の国家観の下では社会的な委任契約における社会的人格の一つ。
現在の主要国の憲法典において「元首（英語：Head of state、フランス語: chef d’État、中国語: 元首、ドイツ語: Staatsoberhaupt）」なる語を用いてその地位を定義しているものは多くなく、一般に元首という概念は講学上の概念として実質的に扱われるのが通例である（ドイツのように憲法裁判所で連邦大統領の地位をStaatsoberhauptと認定した例はある）。フランスの共和暦12年憲法やドイツのビスマルク憲法では、皇帝の地位は明確に絶対君主のそれであったが「元首」という用語自体は使われておらず、法律上の定義も含まれていない。この点で4条に明確な定義を置く大日本帝國憲法は例外的であった。元首とみなされる地位にある者は、通常は憲法で定められている。
君主制の国家では皇帝・国王などの君主、共和制の国家では大統領が元首とされることが通例である。社会主義国では大統領の他、ベトナムの国家主席やかつてのキューバの国家評議会議長、ソ連の最高会議幹部会議長、東ドイツの国家評議会議長なども国家元首に該当する。
一般的に国家元首が置かれる場合、ひとつの国に一人とされるが、例外もいくつかある。
- サンマリノ共和国では、2名の執政が元首
- アンドラ公国では、フランス大統領とウルヘル司教が「共同元首」
- スイス、ボスニア・ヘルツェゴビナでは、それぞれ合議体である連邦参事会、大統領評議会が元首。

## 分類
以下の項目において国家元首の大まかな分類を行う。各国の憲法上の規定には差異があり、元首の機能も多種多様である。

### 君主制国家の国家元首

#### 絶対君主制国家・専制君主制国家の元首
皇帝や国王のような君主が、強大な政治的権限を有している。君主は世襲であることがほとんどである。憲法を制定していない場合（絶対君主制国家）や、憲法を制定していても実際的には君主の大権が憲法を超越している場合（専制君主制国家）などがある。このような国家では、君主が富裕で国家から歳費を支給されていないことが多い。そのため、政府や議会が歳費の支給を停止して、君主の権限である大権を制限させることができない。さらに、宣伝や教育によって君主による統治の正当化が行われている。
リヒテンシュタインの公（侯）は形式的には立憲君主制の君主であるが、実際的には強大な権限を握っており、絶対君主制または専制君主制の典型であるといわれる。
アラビア半島所在の諸国（サウジアラビア、アラブ首長国連邦を構成する7首長国、オマーン、カタール、クウェート）のスルターンは、絶対君主制の君主の典型である。君主の下に行政の実務を担当する首相が置かれる場合もあるが、君主が首相を兼任していたり、君主の一族（皇太子など）が首相となっている場合も多く、こうした事例では事実上、首相の権限は君主大権の中に包括されている。
アラブ首長国連邦の国家元首は大統領である。これは国家の最高意志決定機関である連邦最高評議会（FSC）で互選されるため、形の上では君主ではない。しかし、連邦最高評議会は絶対君主制を採る7首長国の首長から構成されるとともに、実際には大統領はアブダビ首長、副大統領兼首相はドバイ首長が世襲により継ぐのが慣例化している。さらに、アブダビは連邦の最大国家であるとともに連邦の中心国家である ため、アブダビ首長が兼ねる連邦の大統領は事実上、絶対君主制国家の君主に比肩する強大な権限を行使している。

#### 立憲君主制国家の元首

##### 君主の政治的権限が強い立憲君主制国家の元首
議院内閣制を採用する立憲君主国であり、行政を担当する首相が存在するが、国家元首である君主（国王）が国政の実権を握っている場合。
ヨルダン・ハシミテ王国の国王などが、これに分類される。
- 歴史的にはドイツ帝国や大日本帝国がこれに当たるとされる。

##### 君主が儀礼上の存在となっている立憲君主制国家の元首
議院内閣制を採用する立憲君主国であり、行政は議会に指名される首相に委ねられ、国家元首である君主（国王）は国政の実権を有さない場合。
イギリス、オランダ、ノルウェー、デンマーク、スペイン、カンボジア、タイなどの国王が、これに分類される。
憲法上、国家元首に期待される役割は、内閣の助言と承認に基づく首相を始めとする官吏の任免や、外国元首・大公使の接受といった儀礼的なものである。これらの国の中には、イギリスの国王のように法律上は強力な権限を与えられているケースもあるが、そうした権限は長年の不行使により形骸化しており、実際には行使されないのが通例である。上記のような理由から政治的発言の自制が求められる。
- アンドラ公国では、成立の歴史的な経緯によって、フランスの大統領とウルヘル司教がアンドラの君主たる「共同公」となる。行政の実権は議会が指名する首相にあり、共同公の権限は儀礼的なものに限られる。さらに、共同公がアンドラに来訪することはほとんどなく、それぞれの代行者が来訪して、または駐在代理官が委任を受けて、その権限を行使する。
- イギリス連邦（コモンウェルス）所属の国などの中には、イギリス国王（現在は国王チャールズ3世）を自国の国家元首として戴き、国王から任命された総督が元首権を代行するところがある。これらは、英連邦王国（イギリス連邦王国、コモンウェルス・レルム、イギリス自治領とも称される）と通称されている。アンティグア・バーブーダ、オーストラリア、バハマ、バルバドス、ベリーズ、カナダ、グレナダ、ジャマイカ、ニュージーランド、パプアニューギニア、セントクリストファー・ネイビス、セントルシア、セントビンセント・グレナディーン、ソロモン諸島、ツバル、がこれにあたる。また、それに準ずる事例として、イギリス連邦加盟国であるニュージーランドと自由連合を組むクック諸島とニウエもまた、イギリス国王を自国の国家元首としている。
  - ただし、チャールズ3世がイギリス連邦という単一の国家の君主なのではない。チャールズ3世がイギリス国王、アンティグア・バーブーダ国王、オーストラリア国王、バハマ国王、……を兼位するという形式をとっている。
  - 総督の人選については、現代では他の大権行使同様に、当該国の首相の助言どおりになされる。国王個人やイギリス政府の意向はほぼ問われず、通常は当該国国民が指名される。
  - 形式上、総督は強力な大権を国王から預かるものの、実際にはもっぱら儀礼的な役割を担当し、大権行使については基本的に内閣の助言どおりに行うべきとする憲法的慣行が確立している。ただし、1975年のオーストラリアでは、政治的混乱をうけて総督が首相を罷免し、議会の解散を命じるという事件が起こり、憲法危機と呼ばれ問題化された。
  - 君主および総督の保持する大権は憲法的法律や憲法的慣行によって強く制限されるが、わずかではあるが憲法上制限されていない権限が残されている。これは留保権限（英語版）と呼ばれ、君主および総督の裁量によって行使できる。
  - 英連邦諸国でイギリス同様にウエストミンスター・システムを採用する国では一般に、首相指名選挙を行わず、元首（もしくは元首代理）が自らの判断で首相を任命する。ただし内閣は下院の信任を確保する必要があるため、下院多数派の指導者が明らかである場合はその者を指名するほかなく、実質上の裁量の余地はない。下院過半数を掌握する指導者が存在しない場合、複数の下院指導者のうち元首等により選択された者が首相に任命される。
  - 英連邦の共和国でもインドなどでは大統領が上記のような役割を担うが、ナイジェリアのようにアメリカ合衆国型の大統領制を採用し、行政権を握る大統領が上院の承認を経て閣僚を任命する国もある。
- リヒテンシュタインの公（侯）は絶対君主制の君主とされているが、現在の公であるハンス・アダム2世と摂政アロイス・フォン・リヒテンシュタインは政治の実権を徐々に首相に譲り、自らを立憲君主制国家の国家元首へと変貌させつつある。

上記の通り、このタイプの国家の君主は儀礼的役割のみを果たすことが通例であるが、政争やクーデターによる国政の混乱時には、仲裁者としての役割を期待され、権限を行使する場合もある。
- タイの場合、1946年から2016年まで在位した国王ラーマ9世プーミポンアドゥンラヤデートがしばしばこうした役割を演じた。
- スペインでは、1981年2月23日に勃発したクーデターの際、当時の国王フアン・カルロス1世は、全軍と国民に呼びかけて民主制の維持を図り、これによって反乱を失敗に追い込んだ。一方で、2017年のカタルーニャ自治州の独立住民投票の際には、当時の国王フェリペ6世が「カタルーニャ州政府はスペイン国家に対し許しがたい不誠実な態度をとった」と、カタルーニャ州政府と当時のカルレス・プッチダモン自治州首相に対する批判と敵対を示す演説を行い、当時のバスク政府首班のイニゴ・ウルクリュをはじめ、国内外からの批判と失望に晒された。

君主は世襲によって継承されることが一般的であるが、例外もある。
- マレーシアの国王（アゴン 〈Agong, 「Yang di-Pertuan Agong」〉） は、同国を構成する13の州のうちスルターンをおいている9州（ジョホール州・ケダ州・クランタン州・ヌグリ・スンビラン州・パハン州・ペラ州・プルリス州・セランゴール州・トレンガヌ州）のスルターンにより、5年を任期としての輪番制が採られている（形式上はスルターンたちによる互選であるが、実質的には各州スルターンが輪番によって国王をつとめる）。ただし、マレーシアの政治実権は首相にあり、国王は象徴的存在である。

##### 君主が統治権の行使に関与せず象徴化している立憲君主制（＝象徴君主制）国家の元首
立憲君主制のひとつではあるが、君主の政治的権限を排除した場合には、君主＝国家元首の役割は象徴的なものに限定される。こうした事例に対しては、象徴君主制という新たな区分で説明されることがある。
スウェーデンの国王は、首相の任命や議会の招集・解散の権限を形式的にも失っており、国家元首と行政府を完全に分離している。そのため、世界で最も象徴的な立憲君主制とされており、これを象徴君主制の典型とみなす説がある。
イギリスの国王（女王）もこれに分類されることがある。イギリスの国王は形式的には強力な権限を持っているが、実際にはそれを行使しないのが通例となっているからである。
日本の天皇もこれに分類されることがある。日本国憲法第4条に「天皇は、この憲法の定める国事に関する行為のみを行ひ、国政に関する権能を有しない」と規定されているからである（象徴天皇制）。ただし、天皇が元首であるか否かは諸説ある（「＃日本の元首」を参照）。

### 共和制国家の国家元首
共和制国家では国家元首の権限は各国の政治体系によりまちまちであり、大統領が議会から独立した政府の長として強大な権限を握っている場合（大統領制）、大統領は行政に関して権限を有するが、議会による一定の制限を受ける場合（半大統領制）、大統領は形式的な権限を行使する象徴的なものである場合（議院内閣制）、などがある。社会主義国は君主制でない点において共和制国家に分類されるが、国家元首の地位は形式的・象徴的であり、実権は共産党の書記長・総書記が握っていることが多い。また、国家元首の地位は独任の機関ではなく、合議体の長（ソ連の最高会議幹部会議長、東ドイツなど旧東欧圏やキューバの国家評議会議長など）であることが多い。東アジアの共産圏では、大統領に相当する職位がある場合でも、中国やベトナム、北朝鮮のように国家主席と称する。

#### 大統領制国家の国家元首
大統領は有権者の選挙により選出され（代議員制の場合もある）、一般に政府の長として強大な権限を有する。大統領は議会とは独立した地位にあり、議会の勢力と関係なく一定の任期が保証される。一般に大統領は議会の法案への拒否権を持つが、法案の提出権はない。また閣僚の任免権を有する。閣僚は一般的に、国会議員との兼任はできない。議会の勢力が、大統領派の与党で占められている場合には強大なリーダーシップを発揮できるが、野党が多数派になった場合には厳しい議会運営が強いられる。
- 大統領が行政を総攬し、首相を置かない場合：アメリカ合衆国、フィリピン共和国など。
- 大統領とは別に首相が置かれ、首相は大統領の補佐役として行政の実務を担当する場合：大韓民国や中華民国（台湾）がこれにあたる。正式には、前者は国務総理、後者は行政院長と呼ばれる。韓国の国務総理は国会議員である必要はなく、大統領を補佐しその命を受け行政機関を統括し国務会議（日本の内閣に相当）の副議長を務める。
- 例外として、首長国による連邦制国家であるアラブ首長国連邦は各国の首長から選出する独自の大統領制を導入している。

#### 半大統領制国家の国家元首
議会が選出する首相・内閣と、国民が直接選挙で選ぶ大統領（国家元首）が併存する体制。行政権の主体は大統領と首相（内閣）にあることが多く、内閣の首班たる首相は議会の承認を得て大統領に任命される。大統領は議会と独立した存在でその任期中は地位、身分を保障され、首相の任免権を通じて実質的に法案提出権を行使する。このように内閣は議会に責任を持ち、議院内閣制の枠組みが取り入れられているが、同時に大統領に対しても責任を負っている。大統領は議会解散権や法案拒否権、大統領令の発布など議院内閣制と比べより強大な権限を有することが多い。
議会で大統領側の勢力が多数を占めれば、大統領は内閣を自由に組織し、内政でも強大なリーダーシップを発揮できるが、反対勢力が多数派を占めた場合は、反対勢力の党首に組閣を命じざるをえず、外交・国防は大統領、内政は反対勢力の首相が分担することとなる。このような状態をフランスではコアビタシオンと呼ぶ。
フランスやロシアの大統領や中華民国の総統が、半大統領制に分類される。

#### 議会共和制国家の国家元首
議院内閣制を採用する共和国の大統領がこれにあたる。行政は議会に指名される首相に委ねられ、国家元首である大統領は国政の実権を有さない。憲法上、国家元首に期待される役割は、内閣の助言と承認に基づく首相を始めとする官吏の任免や、外国元首・外交官の接受といった儀礼的なものである。大統領は直接選挙で選出される場合と、それによらずに議会の投票により功績のある長老政治家が選出される場合などがある。これらの国の中には、オーストリアの連邦大統領のように法律上は強力な権限を与えられているケースもあるが、そうした権限は長年の不行使により形骸化しており、実際には行使されないのが通例である。
インド、イタリア、アイルランド、アイスランド、ギリシャの大統領、ドイツの連邦大統領、オーストリアの連邦大統領などが、これに分類される。
スイスでは、合議体である連邦参事会（内閣）が国家元首かつ政府の長とされているが、その7人の閣僚の中の1人が輪番制で就任する連邦大統領（任期1年）は、他国において通常、国家元首が果たす儀礼的な機能を果たしている。
スイスに類する例として、かつてのイングランド共和国においても、元首として護国卿が設置されるまでは、合議体である国務院（Council of State）が元首とされた。なお、国務院の議長は（枢密院議長と同じく）Lord President of the Councilと呼ばれたが、ここでいうpresidentは単に議長の意味である。

#### 社会主義国の国家元首
社会主義国の国家主席の権能は国によりまちまちであるが、通常は議会共和制国家における国家元首に相当する権能を有する。国家主席自体は儀礼的な存在であり、実質的な最高指導者である共産党の党首（書記長・総書記・第一書記など）が兼任したり、長老幹部を礼遇するための名誉職として用いられたりするケースが多いが、元首の職権に実質的権限が付与されるケースとして、毛沢東・劉少奇が就任した時代の中華人民共和国主席や金日成時代の朝鮮民主主義人民共和国主席、ミハイル・ゴルバチョフが就任したソビエト連邦大統領がある。ベトナムでは、最高指導者であるベトナム共産党書記長と元首であるベトナム社会主義共和国主席が分離することが慣例化しており、書記長がベトナム共産党中央軍事委員会書記を兼任と言う形で実質的にベトナム人民軍を掌握している一方で、国家主席が憲法上の軍の統帥権を持っており、全く無力な存在という訳ではない。なお、党中央が動揺する非常時に、首相が自らの判断で重要な権限を行使する例 がある。
ベトナム社会主義共和国の憲法 第86条—国家主席は，国家元首であり，対内的及び対外的にベトナム社会主義共和国を代表する。
中華人民共和国の憲法 第81条—中華人民共和国主席は、中華人民共和国を代表し、国事活動を行い......
- - 現行の中華人民共和国憲法には国家元首を直接定める規定はないが、第81条の規定で国家を代表するとされている国家主席が外交慣例上では元首と同様の待遇を受けている。

ラオス人民民主共和国の憲法 第65条—国家主席は，ラオス人民民主共和国の国家元首であり，国内外において，多民族からなるラオス国民の代表者である。
他に社会主義国の特徴としては、正式には国家の最高決議機関の常設委員会に国家元首の権能が与えられ、その議長が代表して国家元首の権限を執行するケースが見られる。
北朝鮮の国家元首に関する規定は複雑であり、名目上の国家元首と実際の最高権力者が一致しない時期がある。
- 1948年から1972年までは、政治的実権は首相であった金日成にあったが、形式上は最高人民会議常任委員会委員長が元首であった。
- 1972年から1994年までは、金日成が朝鮮民主主義人民共和国主席として国家元首になったが、1994年に金日成が死去したことによって主席が空席となる。その後、1998年の憲法改正で金日成を「永遠の主席」と表記したことに伴い、主席は廃止された。そして、2009年に改訂された現行の朝鮮民主主義人民共和国社会主義憲法の序文でも、金日成を「永遠の主席」としている。
- 2009年までの国家元首は最高人民会議常任委員会委員長であった。1998年憲法第111条で「最高人民会議常任委員会委員長は、国家を代表し、外国の使臣の信任状、召還状を接受する」と規定されているからである。ただしこの職の権能は儀礼的な部分にとどまり、実際の最高権力は朝鮮労働党中央委員会総書記、朝鮮民主主義人民共和国国防委員会委員長、朝鮮人民軍最高司令官の金正日が掌握していた[注 8]。
- 2009年に同国の憲法が改正され、朝鮮民主主義人民共和国国防委員会委員長（以下「国防委員長」）を「朝鮮民主主義人民共和国の最高指導者である」（第100条）と明確に規定した。これにより、国防委員長が国家の最高指導者としての国家元首に宛てられたことになる。ただし、その一方で「最高人民会議常任委員会委員長（以下「常任委員長」）は、国家を代表し、外国使節の信任状、召喚状を接受する」（第117条）という規定もそのまま残されており、常任委員長も国家元首の権能の一部（ただし儀礼的な部分に限られる）を行使していることになる。
- 2011年に金正日が死去すると国防委員長は空席となり、翌年の第12期最高人民会議第5回会議で金正日を「永遠の国防委員長」と位置づける決議が採択されるとともに、憲法が改正されて国防委員長の職は廃止された。新たに国家の最高指導者として国防委員会第一委員長が設置され、金正恩が就任した。
- 2016年6月29日に朝鮮民主主義人民共和国社会主義憲法が改正され、朝鮮民主主義人民共和国国防委員会が廃止され、それに代わる国家の最高政策指導機関として朝鮮民主主義人民共和国国務委員会が設置された。国家の最高指導者と規定された国務委員長には、金正恩が就任した。
- 2019年8月29日に朝鮮民主主義人民共和国社会主義憲法が改正され、朝鮮民主主義人民共和国国務委員長に法令や重要な政令、決定を公布する権限と外国に駐在する外交代表の任命や解任の権限が規定された。

朝鮮民主主義人民共和国社会主義憲法 第100条—国務委員長は、国を代表する朝鮮民主主義人民共和国の最高指導者である。
キューバでは、2019年までは国家元首は国家評議会議長であり、単に儀礼的地位にとどまらず強大な権限を有していた。さらに、内閣に相当するのは閣僚評議会であり、閣僚評議会議長が行政権の担当者としての首相に相当する。機構上ではその両者は分離されているが、1976年制定の新憲法では国家評議会議長は閣僚評議会議長が兼任すると規定されており、国家元首と行政権の首長の権能は統合されて国家の最高指導権が集中していた。ラウル・カストロが国家評議会議長を退いた2018年以降は大統領制が導入され、国家元首は大統領と定められた。

### 専制国家・軍事国家・独裁政治国家の国家元首
形式的には共和制などの政体を採っているものの、実際には終身大統領のような独任制の元首が強大な政治的権限を有している。軍部・宗教団体・部族・外部勢力といった特定の集団が権力を掌握し、その代表者が元首に就任していることが多い。これらの場合、形式的に議会は存在していても、それは国家元首や特定集団の追認機関に過ぎない。民主的で公正な選挙が行なわれていないこともよく見られる。北朝鮮、アフリカの多くの諸国や、いわゆる「開発独裁」制を敷く国家、かつての南米の多くが、これに分類される。
軍事国家では、軍部出身の大統領が国家元首となる場合や、軍事政権が樹立した「○○評議会」（革命評議会、救国評議会、国家評議会など）議長が国家元首の役割を果たす場合、などがある。
- 1988年9月から2011年2月までのミャンマーの国家元首は、国家平和発展評議会議長（ソウ・マウン、タン・シュエ）だった。同国は2011年2月に大統領制に移管し、選挙の結果としてテイン・セイン首相が大統領に就任した。大統領制移管後も暫くは、国家平和発展評議会議長のタン・シュエが国家元首と目されていたが2011年3月に国家平和発展評議会は解散となり、タン・シュエは政治的影響力を行使しなくなった。軍事政権の基盤は与党の連邦団結発展党に引き継がれ、2011年3月の国家平和発展評議会解散後の国家元首は名実ともに大統領のテイン・セインになった。それ以降、ミャンマーは少しずつ民主化路線を受け入れていき、2016年3月30日に国民民主連盟が選出したティン・チョーが大統領に就任し、54年ぶりの文民大統領が誕生した。
- モーリタニアでは2008年に軍事クーデターが起こって大統領が失脚し、軍事政権の高等国家評議会議長（ムハンマド・ウルド・アブデルアズィーズ）が国家元首となった。2009年、大統領選が実施されて形式的には民政移管を果たし、国家の形態も大統領制に戻った。ただ、新しい大統領となったのは前高等国家評議会議長のムハンマド・ウルド・アブデルアズィーズであった。

かつてのナチス・ドイツでは、1934年8月2日に発効した「国家元首に関する法律」によって、それまで国家元首であった大統領と首相の職務が統合され、指導者および首相であるアドルフ・ヒトラー（Der Führer und Reichskanzler Adolf Hitler）個人に大統領権限が委譲された。これはヒトラーが民族共同体の指導者であるという指導者原理に基づくものであり、法律や命令を必要とせず、発言すべてが「法」となる存在となった（総統を参照）。
ナチス・ドイツの支配下にあったクロアチア独立国（1941年 - 1945年）では、建国当初の国家元首は国王（トミスラヴ2世）であった。しかしこの地位はまったく形式上のもの（トミスラヴ2世は終始イタリアに居住し、クロアチアには足を踏み入れることがなかった）であり、国家の最高指導者はポグラヴニク（国家指導者または総統と訳される）の称号を名乗るアンテ・パヴェリッチであった。さらに、1943年のイタリア敗戦にともなってトミスラヴ2世国王が退位したため、パヴェリッチはポグラヴニクの称号のもとで名実ともに国家元首となった。

### 特殊な政体を採る国家の元首
ムアンマル・アル＝カッザーフィー（カダフィ大佐）が支配していた時代のリビアはジャマーヒリーヤ（直接民主制）という特異な政体を標榜しており、法的には国家元首は存在しなかった。通常は国家元首の職務とされている権能の一部は、全国人民会議書記が担っており、同書記が事務的には元首代行ともいえる。事実上の最高指導者は革命指導者のカッザーフィーであり、1979年までは革命評議会議長や全国人民会議書記長という役職に就いていた名実ともに国家元首であった。カッザーフィーは1979年に一切の公職を退いているが、それ以降も革命指導者という肩書で他国元首と親書のやり取りをするなど、対外的に国家元首と受け取れる役割を担っていた。その一方でカッザーフィーは1988年に勃発したパンアメリカン航空103便爆破事件の容疑者引き渡し問題で国連のコフィー・アナン事務総長と会談した際には「私は国家元首でも首相でもないので、容疑者を引き渡す権限を持っていません」と語ったことがある。
イランはイスラム共和制を採っており、国家元首に相当するのはイスラーム聖職者である最高指導者である。それとは別に、直接選挙によって選ばれる大統領は存在するが行政権の首長にすぎず、最高指導者から解任される規定がある。ただ、対外的にはイランの大統領も元首に準ずる存在として扱われている。日本の外務省は最高指導者と大統領が「元首」としての権能を分有しているとしている。
バチカン市国の国家元首はローマ教皇である。ローマ教皇はバチカンという独立国の国家元首であるとともに、全世界のローマ・カトリック教会の統治者であり、イエス・キリストの代理人とされている。教皇の選出はローマ・カトリック教会の高位聖職者である枢機卿による互選（コンクラーヴェ）であるから、大統領制のような国家元首公選制と見ることもできる。ただ、教皇は任期が定められていない上に本人の意に反する退位が認められておらず、事実上終身の地位である。また教皇の地位には特別な権威（聖座）が認められている。そうした点ではバチカン市国の国家元首としてのローマ教皇の地位は大統領制の大統領と同等とはいえず、むしろ選挙君主制のもとでの君主に近い。
チベット（1959年以降は亡命政権）の国家元首は、チベット仏教のダライ・ラマ法王であった。ダライ・ラマ法王の地位は世襲でも選挙制でもなく「転生」という特異な方式により継承されていた。1959年のチベット動乱によってダライ・ラマ14世とチベット政府（ガンデンポタン）はインドに移って亡命政府を樹立した。1961年、将来の独立チベット国家の体制の指針であるとともに亡命チベット人社会を統治するための自由チベット憲法が制定され、ダライ・ラマは立憲君主制体制の元首と定められた。その後、2011年にダライ・ラマ14世の発議によって亡命チベット人憲章が改訂され、ダライ・ラマは「チベットとチベット人の守護者であり象徴」となり、チベット亡命政府の国家元首の座は亡命政府主席大臣に移譲された。
サモア独立国（1997年7月3日までは西サモア（独立国））の国家元首は、オ・レ・アオ・オ・レ・マーローという名称であり、独立前の1960年10月28日に起草され、1962年1月1日の独立とともに施行されたサモア憲法で定められた国家元首の称号である。「アオ」「マーロー」は現地語（サモア語）でそれぞれ「頭（ここでは“長（おさ）”）」「政府/王国」を意味する（詳細はサモア国家元首の「概要」を参照）。独立時にはサモアの伝統的な大首長の家系出身である、トゥプア・タマセセ・メアッオレとマリエトア・タヌマフィリ2世が終身でその地位についた。 2007年のタヌマフィリ2世の没後は立法議会から選出され、5年の任期制を取ることが規定されているが、以降に就任したトゥイアトゥア・トゥプア・タマセセ・エフィとトゥイマレアリッイファノ・ヴァアレトア・スアラウヴィ2世はいずれも大首長の家系出身者である。国際的な敬称は「殿下」に該当するHis Highnessが用いられている。日本外務省も2012年時点では「殿下」の称号を用いていたが、2025年時点では「閣下」の称号を用いている。サモア憲法では共和制であるとは明記されておらず、立憲君主制とする意見や共和制であるとする意見もある。学術的な立場からも、「共和制的ウエストミンスター型」（ヤシ・ガイとジル・コットレル）、「伝統的首長を基礎とした国家元首」（マイケル・クワベナ・ナツミー）などと、類型的な分類は行われていない。
政治的な諸事情によって本来の国家元首を置くことができない場合、それに代わる存在が国家元首となる場合がある。
- 第一次世界大戦後のハンガリー王国は、本来はハプスブルク家出身のオーストリア大公ヨーゼフ・アウグストを国王とする王国として成立するはずであった。しかしハプスブルク家の国王を戴くことに内外の反発が強かったため、ヨーゼフ・アウグストは国王になることができず、さらにオーストリア＝ハンガリー帝国最後の皇帝であったカール1世（カーロイ4世）のハンガリー国王としての復辟運動とその失敗もあり、国王空位の王国となった。国王に代わる国家元首として摂政が置かれ、建国から1944年まで海軍提督ホルティ・ミクローシュが摂政を務めた。
- スペイン内戦後のスペインでは、内戦に勝利したフランシスコ・フランコ将軍が独裁権を握り、国家元首に就任した。国家元首としてのフランコはカウディーリョ（Caudillo、日本語では総統と訳される）の称号を用いた。なお、軍総司令官としてのフランコの称号はヘネラリッシモ（Generalísimo、総帥）である。一方、フランコは自分の後継体制においては王制復古してスペインを王国に戻すべきだと考えていた。1947年にフランコ総統は「国家首長継承法」を制定し、スペインを「王国」とすること、フランコが王国の「摂政」として終身の国家元首となること、フランコに後継の国王の指名権が付与されることなどを定めた。

満洲国は1932年の建国の際、愛新覚羅溥儀が国家元首となった。清の最後の皇帝であった溥儀は、満洲国でも皇帝となることを熱望していたが、同国の実質上の支配者であった日本の関東軍は帝政を採ることによる新国家のイメージの低下を懸念してそれを許さなかったため、建国当初の満洲国の国家元首の称号は執政という曖昧なものとなった。関東軍の意向は「満洲国の元首は執政、ただし執政が善政を敷くこと数年に及ぶならば、全国民の推戴によって執政は皇帝となる」というものであった。1934年（康徳元年）3月1日、満洲国は帝政に移行して溥儀が皇帝に即位、それによって「執政」の称号は消滅した。満洲国の組織法第三条は「皇帝は国の元首にして統治権を総攬し本法の条規によりこれを行ふ」と規定した。
ヴィシー政権のフランス（国号は「フランス国」、1940年 - 1944年）の国家元首はフィリップ・ペタン元帥であった。国家元首としてのペタンはフランス国家主席（フランス語: Chef de l'État français）の称号を名乗っていた。

### 日本の元首
大日本帝国憲法では天皇を元首と規定していたが、日本国憲法を始めとする現行の日本の法律には国家元首の規定がない。
内閣法制局は、「要するに元首の定義いかんに帰する問題である」「かつてのように元首とは内治、外交のすべてを通じて国を代表し行政権を掌握をしている、そういう存在であるという定義によりますならば、現行憲法のもとにおきましては天皇は元首ではないということになろう」「今日では、実質的な国家統治の大権を持たれなくても国家におけるいわゆるヘッドの地位にある者を元首と見るなどのそういう見解もあるわけでありまして、このような定義によりますならば、天皇は国の象徴であり、さらにごく一部ではございますが外交関係において国を代表する面を持っておられるわけでありますから、現行憲法のもとにおきましてもそういうような考え方をもとにして元首であるというふうに言っても差し支えない」「天皇は限定された意味における元首である」としており、天皇を元首と呼びうるかは定義によるとしている。
憲法学説上は議論があり、多数説は内閣または内閣総理大臣元首説で、元首不存在説等もある。
外交慣例上では天皇は元首と同様の待遇を受けている。

## 国家元首に関する慣例
国家元首の慣例とみなされる例については「兵は誰に忠誠を誓うか」や「自国で開催されたオリンピック開会式の開会宣言は誰が行うか」などがある。

### 外交特権
国家元首や政府の長および外務大臣については、慣例により対象国による外交官接受がなくとも外交特権が認められる。
パスポートや査証の扱いも異なり、例えば日本では、皇后を除く皇族が外交の際に用いるパスポートは外交旅券であり、天皇及び皇后は旅券は必要ない。公式訪問の際には、受入れ（接受）国に保護義務が発生する。

### 兵は誰に忠誠を誓うか
古代ローマの昔より軍はインペリウム（ローマ法に承認された命令権）に対して忠誠の宣誓を行なうことが政軍関係の基礎とされていた。
日本では1882年（明治15年）の軍人勅諭において、統帥権は天皇にあり忠節は国家・国権に尽くすものとした。戦後、この忠誠宣誓は自衛隊法施行規則（39-42条）により規定された が、国、日本国憲法、法令および国民の負託に宣誓する体裁をとっており、天皇や内閣総理大臣に対する宣誓の体裁は採用していない。一方で自衛隊法第7条により、内閣総理大臣は内閣を代表して自衛隊の最高の指揮監督権を有する、とされる。なお、服務宣誓については国家公務員一般職（国家公務員法第97条）、地方公務員一般職（地方公務員法第31条）においても求められる。

### オリンピックの開会式の開催宣言は誰が行うか
オリンピック憲章では近代オリンピックの開会宣言は、開催国の国家元首によっておこなわれるものと規定されている。
日本で開かれた近代オリンピック（1964年東京・1972年札幌・1998年長野、2021年東京）では、いずれも天皇が開会宣言を行っている。
一個人としての国家元首がいないとされるスイスでは2回のオリンピック（1928年サンモリッツと1948年サンモリッツ）でいずれもその年の連邦大統領が開会宣言を行っている。
1980年にソビエト連邦で開かれた1980年モスクワオリンピックでは最高会議幹部会議長レオニード・ブレジネフが開会宣言を行っている。
英連邦王国においては、1976年モントリオールオリンピックではエリザベス2世がカナダ女王として開会宣言を行っている。その後、1988年カルガリーオリンピックでカナダ総督ジャンヌ・ソーヴェが開会を宣言して以降、2000年シドニーオリンピックではオーストラリア総督ウィリアム・ディーンが、2010年バンクーバーオリンピックではカナダ総督ミカエル・ジャンが開会を宣言している。
ただし、憲章ができる前には閣僚や有力者が、国家元首が出席できない場合は国家元首に準ずる人物（王配や副大統領など）が、開会宣言を行ったことがある。

## その他

### 国家元首が宗教の首長を兼ねる例
現在の事例として、次のようなものがある。
- ローマ教皇 - バチカン市国元首とカトリック教会の首長を兼ねる
- イギリス国王 - イギリス国王とイングランド国教会の地上における唯一最高の首長を兼ねる
- デンマーク国王 ‐ デンマーク国教会（ルター派）首長
- ノルウェー国王 ‐ ノルウェー国教会（ルター派）首長

かつての事例（近代以降）。
- 中国の皇帝は天命を受け天子として天を祭る祭政の総攬者であった。
- オスマン帝国のスルタンはイスラームの首長であるカリフの称号を持ち、オスマン帝国の崩壊後はヒジャーズ王がカリフを名乗った。
- モンテネグロでは中世以来ツェティニェの主教が「主教公」として支配しており、16世紀以降ペトロヴィチ＝ニェゴス家がその地位を保持した。
- ネパール王国の君主は、ヒンドゥー教の神ヴィシュヌの化身とされた。
- チベットでは1959年までダライ・ラマ が国家元首とチベット仏教の法王を兼ねていた。1959年に発足したチベット亡命政府でもダライ・ラマは元首とチベット仏教の最高指導者を兼ねていた。しかし、2011年5月28日に亡命チベット人憲章が改訂され、ダライ・ラマは政治的権限を亡命政府主席大臣に委譲し、同大臣がチベット亡命政府の国家元首となった。ダライ・ラマは「チベットとチベット人の守護者であり象徴」となった。
- 日本の天皇は、明治から第二次世界大戦終結までは国家神道（神社神道）の頂点に立ち、現人神と呼ばれた。現在は皇室神道は神社神道から分離しており、天皇は神社本庁の長ではない[注 11]。ただ、現在でも伝統的に皇室は大嘗祭等をはじめとした多くの神道の祭祀を執り行い、伊勢神宮や勅祭社に定期的に勅使を派遣している。

### 日本における「外国の元首」が関連する法規定
日本では「外国の元首」が関連する法規定として以下のものがある。
- 特別永住者を外国の元首に対する犯罪行為で禁錮以上の刑に処せられた上に日本国の外交上の重大な利益が害されたと法務大臣が認定して退去強制させる規定（入管特例法第9条第1項第3号）
- 日本国内における外国政府と個人における労働契約終了効力に関する訴えであって、当該外国元首によって当該訴えに係る裁判手続が当該外国等の安全保障上の利益を害するおそれがあるとされた場合は裁判権から免除される規定（対外国等民事裁判権法第9条第2項）